# Phenyo Mongala
Phenyo Mongala (ur. 10 czerwca 1985 w Kenyo) – botswański piłkarz grający na pozycji lewego pomocnika.

## Kariera klubowa
Mongala jest wychowankiem klubu Township Rollers ze stolicy Botswany, Gaborone. Zadebiutował w nim w 2002 roku w pierwszej lidze botswańskiej. W 2005 roku wywalczył z nim mistrzostwo Botswany oraz zdobył Puchar Botswany.
W 2006 roku Mongala wyjechał do Republiki Południowej Afryki. Został zawodnikiem klubu Silver Stars. W sezonie 2006/2007 wywalczył z nim wicemistrzostwo RPA, ale w trakcie sezonu odszedł do zespołu University of Pretoria FC. W 2009 roku został zawodnikiem Orlando Pirates z Johannesburga. W sezonie 2010/2011 został z nim mistrzem Republiki Południowej Afryki oraz wygrał Nedbank Cup i MTN 8. W 2011 roku przeszedł do Bloemfontein Celtic FC. W latach 2013–2014 grał w kongijskim CS Don Bosco. W 2014 roku wrócił do Botswany i w sezonie 2014/2015 grał w Mochudi Centre Chiefs SC, z którym wywalczył mistrzostwo kraju. W sezonie 2015/2016, ostatnim w karierze, występował w Botswana Defence Force XI FC.

## Kariera reprezentacyjna
W reprezentacji Botswany Mongala zadebiutował w 2009 roku. W 2011 roku awansował z nią do Pucharu Narodów Afryki 2012. W styczniu 2012 został powołany do kadry na ten turniej. Do 2013 roku wystąpił w niej 25 razy i strzelił 2 gole.